# Costa Rica en la Copa América 2024
La selección de Costa Rica fue uno de los 16 equipos participantes en la Copa América 2024, torneo continental que se llevó a cabo entre el 20 de junio hasta el 14 de junio en los Estados Unidos. Fue la sexta participación de Costa Rica.
Formó parte del Grupo D, junto a Brasil, Colombia y Paraguay.

## Clasificación
La selección de Costa Rica inició su camino a la Copa América desde la segunda ronda de la Liga A de la Liga de Naciones de la Concacaf. Por ser uno de los cuatro mejores ubicados en el ranking de Concacaf del mes de marzo de 2023, Canadá avanzó directamente a los cuartos de final. La fase de grupos se disputó entre septiembre y octubre de 2023, los encuentros de cuartos de final se jugaron en noviembre de 2023 a partidos de ida y vuelta, tras resultar perdedor de la llave ante Panamá avanzó al repechaje contra Honduras, el partido se jugó a partido único el 23 de marzo de 2024 en el estadio Toyota en Frisco, Estados Unidos, en dicho encuentro derrotó a los catrachos por 3-1 y clasificó a la Copa América 2024.

### Partidos
| Fecha                   | Lugar            | Jornada                   | Local      | Resultado | Visitante  |
| ----------------------- | ---------------- | ------------------------- | ---------- | --------- | ---------- |
| 16 de noviembre de 2023 | Tibás            | Cuartos de final - Ida    | Costa Rica | 0:3 (0:2) | Panamá     |
| 20 de noviembre de 2023 | Ciudad de Panamá | Cuartos de final - Vuelta | Panamá     | 3:1 (3:0) | Costa Rica |
| 23 de marzo de 2024     | Frisco           | Copa América - Play-in 2  | Costa Rica | 3:1 (1:1) | Honduras   |

| Liga de Naciones de Concacaf Cuartos de final - Ida; 16 de noviembre de 2023 | Costa Rica | 0:3 (0:2) | Panamá                                    | Estadio Ricardo Saprissa, Tibás                           |                                                           |
| 21:00 (UTC-6)                                                                |            | Reporte   | - Murillo 4' - Fajardo 29' - Waterman 60' | Asistencia: 17 787 espectadores Árbitro(s): Mario Escobar | Asistencia: 17 787 espectadores Árbitro(s): Mario Escobar |

| Liga de Naciones de Concacaf Cuartos de final - Vuelta; 20 de noviembre de 2023 | Panamá                                              | 3:1 (3:0) (Global 6:1) | Costa Rica | Estadio Rommel Fernández, Ciudad de Panamá                |                                                           |
| 20:00 (UTC-5)                                                                   | - Fajardo 20' - Rodríguez 23' - Bárcenas 43' (pen.) | Reporte                | Calvo 51'  | Asistencia: 13 000 espectadores Árbitro(s): Said Martínez | Asistencia: 13 000 espectadores Árbitro(s): Said Martínez |

| Repechaje; 23 de marzo de 2024 | Costa Rica                             | 3:1 (1:1) | Honduras     | Estadio Toyota, Frisco    |                           |
| 18:15 (UTC-5)                  | - Galo 12' - Madrigal 56' - Brenes 62' | Reporte   | Chirinos 10' | Árbitro(s): Ismail Elfath | Árbitro(s): Ismail Elfath |

## Preparación

### Partidos oficiales
| Eliminatorias Concacaf - Segunda ronda Fecha 1; 6 de junio de 2024 | Costa Rica                                | 4:0 (1:0) | San Cristóbal y Nieves | Estadio Nacional, San José                           |                                                      |
| 20:30 (UTC-6)                                                      | - Galo 40', 50' - Alcócer 83' - Rojas 84' | Reporte   |                        | Asistencia: 5150 espectadores Árbitro(s): Julio Luna | Asistencia: 5150 espectadores Árbitro(s): Julio Luna |

| Eliminatorias Concacaf - Segunda ronda Fecha 2; 9 de junio de 2024 | Granada | 0:3 (0:2) | Costa Rica                            | Estadio Atlético Kirani James, Saint George             |                                                         |
| 17:00 (UTC-4)                                                      |         | Reporte   | - Ugalde 9' - Zamora 34' - Taylor 70' | Asistencia: 2780 espectadores Árbitro(s): Steffon Dewar | Asistencia: 2780 espectadores Árbitro(s): Steffon Dewar |

### Amistosos previos
| 26 de marzo de 2024 | Argentina                                           | 3:1 (0:1) | Costa Rica | Los Angeles Memorial Coliseum, Los Ángeles                  |                                                             |
| 21:00 (UTC-6)       | - Di María 52' - Mac Allister 56' - L. Martínez 77' | Reporte   | Ugalde 34' | Asistencia: 20 000 espectadores Árbitro(s): Josef Mickelson | Asistencia: 20 000 espectadores Árbitro(s): Josef Mickelson |

| 31 de mayo de 2024 | Costa Rica | 0:0     | Uruguay | Estadio Nacional, San José |                           |
| 20:00 (UTC-6)      |            | Reporte |         | Árbitro(s): Óscar Barrera  | Árbitro(s): Óscar Barrera |

## Plantel

### Lista de convocados
Entrenador:  Gustavo Alfaro
| No. | Pos. | Jugador           | Fecha de nacimiento (edad)         | Apa. | Goles | Club                      |
| --- | ---- | ----------------- | ---------------------------------- | ---- | ----- | ------------------------- |
| 1   | POR  | Kevin Chamorro    | 8 de abril de 2000 (24 años)       | 11   | 0     | Deportivo Saprissa        |
| 2   | DEF  | Gerald Taylor     | 28 de mayo de 2001 (23 años)       | 5    | 1     | Deportivo Saprissa        |
| 3   | DEF  | Jeyland Mitchell  | 29 de septiembre de 2004 (19 años) | 4    | 0     | L. D. Alajuelense         |
| 4   | DEF  | Juan Pablo Vargas | 6 de junio de 1995 (29 años)       | 22   | 3     | Millonarios F. C.         |
| 5   | DEF  | Fernán Faerron    | 22 de agosto de 2000 (23 años)     | 2    | 0     | C. S. Herediano           |
| 6   | DEF  | Julio Cascante    | 3 de octubre de 1993 (30 años)     | 8    | 1     | Austin F. C.              |
| 7   | DEL  | Anthony Contreras | 29 de enero de 2000 (24 años)      | 27   | 4     | Pafos F. C.               |
| 8   | DEF  | Joseph Mora       | 15 de enero de 1993 (31 años)      | 9    | 0     | Deportivo Saprissa        |
| 9   | DEL  | Manfred Ugalde    | 25 de mayo de 2002 (22 años)       | 10   | 3     | F. C. Spartak de Moscú    |
| 10  | MED  | Brandon Aguilera  | 28 de junio de 2003 (20 años)      | 16   | 0     | Bristol Rovers F. C.      |
| 11  | DEL  | Ariel Lassiter    | 27 de septiembre de 1994 (29 años) | 21   | 1     | C. F. Montréal            |
| 12  | DEL  | Joel Campbell     | 26 de junio de 1992 (31 años)      | 139  | 27    | L. D. Alajuelense         |
| 13  | MED  | Jefferson Brenes  | 13 de abril de 1997 (27 años)      | 12   | 1     | Deportivo Saprissa        |
| 14  | MED  | Orlando Galo      | 11 de agosto de 2000 (23 años)     | 16   | 3     | C. S. Herediano           |
| 15  | DEF  | Francisco Calvo   | 8 de julio de 1992 (31 años)       | 93   | 11    | F. C. Juárez              |
| 16  | MED  | Alejandro Bran    | 5 de marzo de 2001 (23 años)       | 6    | 0     | Minnesota United F. C.    |
| 17  | DEL  | Warren Madrigal   | 24 de julio de 2004 (19 años)      | 12   | 1     | Deportivo Saprissa        |
| 18  | POR  | Aarón Cruz        | 25 de mayo de 1991 (33 años)       | 4    | 0     | C. S. Herediano           |
| 19  | DEL  | Kenneth Vargas    | 17 de abril de 2002 (22 años)      | 6    | 0     | Heart of Midlothian F. C. |
| 20  | DEL  | Josimar Alcócer   | 7 de julio de 2004 (19 años)       | 11   | 1     | K. V. C. Westerlo         |
| 21  | DEL  | Álvaro Zamora     | 9 de marzo de 2002 (22 años)       | 11   | 1     | Aris Salónica F. C.       |
| 22  | DEF  | Haxzel Quirós     | 3 de junio de 1998 (26 años)       | 7    | 0     | C. S. Herediano           |
| 23  | POR  | Patrick Sequeira  | 1 de marzo de 1999 (25 años)       | 5    | 0     | U. D. Ibiza               |
| 24  | DEL  | Andy Rojas        | 5 de diciembre de 2005 (18 años)   | 1    | 1     | C. S. Herediano           |
| 25  | DEF  | Yeison Molina     | 25 de enero de 1996 (28 años)      | 1    | 0     | A. D. Guanacasteca        |
| 26  | DEF  | Douglas Sequeira  | 16 de septiembre de 2003 (20 años) | 0    | 0     | Deportivo Saprissa        |

## Participación
- Los horarios son correspondientes al huso horario de cada sede.

### Partidos
| Fecha       | Ciudad    | Instancia      | Local      |                       | Resultado |                       | Visitante  |
| ----------- | --------- | -------------- | ---------- | --------------------- | --------- | --------------------- | ---------- |
| 24 de junio | Inglewood | Fase de grupos | Brasil     | Bandera de Brasil     | 0:0       | Bandera de Costa Rica | Costa Rica |
| 28 de junio | Glendale  | Fase de grupos | Colombia   | Bandera de Colombia   | 3:0 (1:0) | Bandera de Costa Rica | Costa Rica |
| 2 de julio  | Austin    | Fase de grupos | Costa Rica | Bandera de Costa Rica | 2:1 (2:0) | Bandera de Paraguay   | Paraguay   |

### Fase de grupos - Grupo D

#### Posiciones
| Selección  | Pts | PJ | PG | PE | PP | GF | GC | Dif |
| ---------- | --- | -- | -- | -- | -- | -- | -- | --- |
| Colombia   | 7   | 3  | 2  | 1  | 0  | 6  | 2  | +4  |
| Brasil     | 5   | 3  | 1  | 2  | 0  | 5  | 2  | +3  |
| Costa Rica | 4   | 3  | 1  | 1  | 1  | 2  | 4  | –2  |
| Paraguay   | 0   | 3  | 0  | 0  | 3  | 3  | 8  | –5  |

|  | Clasificados a los cuartos de final. |

#### Brasil vs. Costa Rica
| Jornada 1; 24 de junio | Brasil | 0:0     | Costa Rica | SoFi Stadium, Inglewood                                                        |                                                                                |
| 18:00 (UTC-7)          |        | Reporte |            | Asistencia: 67 158 espectadores Árbitro(s): César Ramos VAR: Guillermo Pacheco | Asistencia: 67 158 espectadores Árbitro(s): César Ramos VAR: Guillermo Pacheco |

| 1          | Guardameta     | Alisson         |     |
| 2          | Defensa        | Danilo          |     |
| 3          | Defensa        | Éder Militão    |     |
| 4          | Defensa        | Marquinhos      |     |
| 16         | Defensa        | Guilherme Arana |     |
| 5          | Centrocampista | Bruno Guimarães |     |
| 15         | Centrocampista | João Gomes      | 83' |
| 11         | Centrocampista | Raphinha        | 70' |
| 8          | Centrocampista | Lucas Paquetá   |     |
| 10         | Centrocampista | Rodrygo         |     |
| 7          | Delantero      | Vinícius Júnior | 71' |
| Entrenador | Entrenador     | Dorival Júnior  |     |

| 23         | Guardameta     | Patrick Sequeira  |       |
| 22         | Defensa        | Haxzel Quirós     |       |
| 3          | Defensa        | Jeyland Mitchell  |       |
| 4          | Defensa        | Juan Pablo Vargas |       |
| 15         | Defensa        | Francisco Calvo   |       |
| 11         | Defensa        | Ariel Lassiter    | 90+2' |
| 14         | Centrocampista | Orlando Galo      |       |
| 13         | Centrocampista | Jefferson Brenes  | 64'   |
| 10         | Centrocampista | Brandon Aguilera  | 90+2' |
| 21         | Delantero      | Álvaro Zamora     | 70'   |
| 9          | Delantero      | Manfred Ugalde    | 64'   |
| Entrenador | Entrenador     | Gustavo Alfaro    |       |

| 20 | Delantero | Savinho            | 70' |
| 9  | Delantero | Endrick            | 71' |
| 22 | Delantero | Gabriel Martinelli | 83' |

| 16 | Centrocampista | Alejandro Bran  | 64'   |
| 17 | Delantero      | Warren Madrigal | 64'   |
| 12 | Delantero      | Joel Campbell   | 70'   |
| 2  | Defensa        | Gerald Taylor   | 90+2' |
| 8  | Defensa        | Joseph Mora     | 90+2' |

| Amonestado | 80' | Éder Militão |

| Amonestado | 53' | Francisco Calvo |
| Amonestado | 58' | Manfred Ugalde  |

| Árbitro             | César Ramos       |
| Árbitros asistentes | Alberto Morín     |
| Árbitros asistentes | Marco Bisguerra   |
| Cuarto árbitro      | Alexis Herrera    |
| Quinto árbitro      | Alberto Ponte     |
| VAR                 | Guillermo Pacheco |
| Adicional VAR       | Erick Miranda     |
| Asesor de árbitros  | Peter Prendergast |
| Quality Mánager     | Gustavo Rossi     |

| 1          | Guardameta     | Alisson         |     |
| 2          | Defensa        | Danilo          |     |
| 3          | Defensa        | Éder Militão    |     |
| 4          | Defensa        | Marquinhos      |     |
| 16         | Defensa        | Guilherme Arana |     |
| 5          | Centrocampista | Bruno Guimarães |     |
| 15         | Centrocampista | João Gomes      | 83' |
| 11         | Centrocampista | Raphinha        | 70' |
| 8          | Centrocampista | Lucas Paquetá   |     |
| 10         | Centrocampista | Rodrygo         |     |
| 7          | Delantero      | Vinícius Júnior | 71' |
| Entrenador | Entrenador     | Dorival Júnior  |     |

| 23         | Guardameta     | Patrick Sequeira  |       |
| 22         | Defensa        | Haxzel Quirós     |       |
| 3          | Defensa        | Jeyland Mitchell  |       |
| 4          | Defensa        | Juan Pablo Vargas |       |
| 15         | Defensa        | Francisco Calvo   |       |
| 11         | Defensa        | Ariel Lassiter    | 90+2' |
| 14         | Centrocampista | Orlando Galo      |       |
| 13         | Centrocampista | Jefferson Brenes  | 64'   |
| 10         | Centrocampista | Brandon Aguilera  | 90+2' |
| 21         | Delantero      | Álvaro Zamora     | 70'   |
| 9          | Delantero      | Manfred Ugalde    | 64'   |
| Entrenador | Entrenador     | Gustavo Alfaro    |       |

| 20 | Delantero | Savinho            | 70' |
| 9  | Delantero | Endrick            | 71' |
| 22 | Delantero | Gabriel Martinelli | 83' |

| 16 | Centrocampista | Alejandro Bran  | 64'   |
| 17 | Delantero      | Warren Madrigal | 64'   |
| 12 | Delantero      | Joel Campbell   | 70'   |
| 2  | Defensa        | Gerald Taylor   | 90+2' |
| 8  | Defensa        | Joseph Mora     | 90+2' |

| Amonestado | 80' | Éder Militão |

| Amonestado | 53' | Francisco Calvo |
| Amonestado | 58' | Manfred Ugalde  |

| Árbitro             | César Ramos       |
| Árbitros asistentes | Alberto Morín     |
| Árbitros asistentes | Marco Bisguerra   |
| Cuarto árbitro      | Alexis Herrera    |
| Quinto árbitro      | Alberto Ponte     |
| VAR                 | Guillermo Pacheco |
| Adicional VAR       | Erick Miranda     |
| Asesor de árbitros  | Peter Prendergast |
| Quality Mánager     | Gustavo Rossi     |

| Estadísticas      | Bandera de Brasil | Bandera de Costa Rica |
| Tiros             | 19                | 2                     |
| Tiros a puerta    | 3                 | 0                     |
| Faltas            | 13                | 10                    |
| Saques de esquina | 9                 | 1                     |
| Penaltis          | 0                 | 0                     |
| Fueras de juego   | 3                 | 0                     |
| Posesión de balón | 74%               | 26%                   |

#### Colombia vs. Costa Rica
| Jornada 2; 28 de junio | Colombia                                      | 3:0 (1:0) | Costa Rica | State Farm Stadium, Glendale                                                   |                                                                                |
| 15:00 (UTC-7)          | - Díaz 31' (pen.) - Sánchez 59' - Córdoba 62' | Reporte   |            | Asistencia: 27 386 espectadores Árbitro(s): Gustavo Tejera VAR: Héctor Paletta | Asistencia: 27 386 espectadores Árbitro(s): Gustavo Tejera VAR: Héctor Paletta |

| 12         | Guardameta     | Camilo Vargas    |     |
| 21         | Defensa        | Daniel Muñoz     |     |
| 23         | Defensa        | Dávinson Sánchez |     |
| 2          | Defensa        | Carlos Cuesta    |     |
| 17         | Defensa        | Johan Mojica     |     |
| 6          | Centrocampista | Richard Ríos     | 46' |
| 16         | Centrocampista | Jefferson Lerma  | 72' |
| 11         | Centrocampista | Jhon Arias       |     |
| 10         | Delantero      | James Rodríguez  | 72' |
| 24         | Delantero      | Jhon Córdoba     | 77' |
| 7          | Delantero      | Luis Díaz        | 77' |
| Entrenador | Entrenador     | Néstor Lorenzo   |     |

| 23         | Guardameta     | Patrick Sequeira  |     |
| 3          | Defensa        | Jeyland Mitchell  |     |
| 4          | Defensa        | Juan Pablo Vargas |     |
| 15         | Defensa        | Francisco Calvo   |     |
| 22         | Centrocampista | Haxzel Quirós     |     |
| 14         | Centrocampista | Orlando Galo      |     |
| 10         | Centrocampista | Brandon Aguilera  | 66' |
| 11         | Centrocampista | Ariel Lassiter    | 46' |
| 21         | Centrocampista | Álvaro Zamora     | 66' |
| 17         | Centrocampista | Warren Madrigal   | 83' |
| 9          | Delantero      | Manfred Ugalde    | 46' |
| Entrenador | Entrenador     | Gustavo Alfaro    |     |

| 15 | Centrocampista | Mateus Uribe        | 46' |
| 5  | Centrocampista | Kevin Castaño       | 72' |
| 22 | Centrocampista | Yáser Asprilla      | 72' |
| 14 | Delantero      | Jhon Durán          | 77' |
| 19 | Delantero      | Rafael Santos Borré | 77' |

| 8  | Defensa        | Joseph Mora      | 46' |
| 12 | Delantero      | Joel Campbell    | 46' |
| 13 | Centrocampista | Jefferson Brenes | 66' |
| 20 | Delantero      | Josimar Alcócer  | 66' |
| 24 | Delantero      | Andy Rojas       | 83' |

| Anotado · Penal | 31' | Luis Díaz        | 1–0 |
| Anotado         | 59' | Dávinson Sánchez | 2–0 |
| Anotado         | 62' | Jhon Córdoba     | 3–0 |

| Amonestado | 41' | Richard Ríos |
| Amonestado | 64' | Jhon Córdoba |

| Amonestado | 17' | Manfred Ugalde |

| Árbitro             | Gustavo Tejera     |
| Árbitros asistentes | Martín Soppi       |
| Árbitros asistentes | Pablo Llarena      |
| Cuarto árbitro      | Augusto Aragón     |
| Quinto árbitro      | Ricardo Baren      |
| VAR                 | Héctor Paletta     |
| Adicional VAR       | Christian Ferreyra |
| Asesor de árbitros  | Gregory Barker     |
| Quality Mánager     | Gustavo Rossi      |

| 12         | Guardameta     | Camilo Vargas    |     |
| 21         | Defensa        | Daniel Muñoz     |     |
| 23         | Defensa        | Dávinson Sánchez |     |
| 2          | Defensa        | Carlos Cuesta    |     |
| 17         | Defensa        | Johan Mojica     |     |
| 6          | Centrocampista | Richard Ríos     | 46' |
| 16         | Centrocampista | Jefferson Lerma  | 72' |
| 11         | Centrocampista | Jhon Arias       |     |
| 10         | Delantero      | James Rodríguez  | 72' |
| 24         | Delantero      | Jhon Córdoba     | 77' |
| 7          | Delantero      | Luis Díaz        | 77' |
| Entrenador | Entrenador     | Néstor Lorenzo   |     |

| 23         | Guardameta     | Patrick Sequeira  |     |
| 3          | Defensa        | Jeyland Mitchell  |     |
| 4          | Defensa        | Juan Pablo Vargas |     |
| 15         | Defensa        | Francisco Calvo   |     |
| 22         | Centrocampista | Haxzel Quirós     |     |
| 14         | Centrocampista | Orlando Galo      |     |
| 10         | Centrocampista | Brandon Aguilera  | 66' |
| 11         | Centrocampista | Ariel Lassiter    | 46' |
| 21         | Centrocampista | Álvaro Zamora     | 66' |
| 17         | Centrocampista | Warren Madrigal   | 83' |
| 9          | Delantero      | Manfred Ugalde    | 46' |
| Entrenador | Entrenador     | Gustavo Alfaro    |     |

| 15 | Centrocampista | Mateus Uribe        | 46' |
| 5  | Centrocampista | Kevin Castaño       | 72' |
| 22 | Centrocampista | Yáser Asprilla      | 72' |
| 14 | Delantero      | Jhon Durán          | 77' |
| 19 | Delantero      | Rafael Santos Borré | 77' |

| 8  | Defensa        | Joseph Mora      | 46' |
| 12 | Delantero      | Joel Campbell    | 46' |
| 13 | Centrocampista | Jefferson Brenes | 66' |
| 20 | Delantero      | Josimar Alcócer  | 66' |
| 24 | Delantero      | Andy Rojas       | 83' |

| Anotado · Penal | 31' | Luis Díaz        | 1–0 |
| Anotado         | 59' | Dávinson Sánchez | 2–0 |
| Anotado         | 62' | Jhon Córdoba     | 3–0 |

| Amonestado | 41' | Richard Ríos |
| Amonestado | 64' | Jhon Córdoba |

| Amonestado | 17' | Manfred Ugalde |

| Árbitro             | Gustavo Tejera     |
| Árbitros asistentes | Martín Soppi       |
| Árbitros asistentes | Pablo Llarena      |
| Cuarto árbitro      | Augusto Aragón     |
| Quinto árbitro      | Ricardo Baren      |
| VAR                 | Héctor Paletta     |
| Adicional VAR       | Christian Ferreyra |
| Asesor de árbitros  | Gregory Barker     |
| Quality Mánager     | Gustavo Rossi      |

| Estadísticas      | Bandera de Colombia | Bandera de Costa Rica |
| Tiros             | 17                  | 5                     |
| Tiros a puerta    | 5                   | 0                     |
| Faltas            | 19                  | 14                    |
| Saques de esquina | 4                   | 2                     |
| Penaltis          | 1                   | 0                     |
| Fueras de juego   | 2                   | 1                     |
| Posesión de balón | 64%                 | 36%                   |

#### Costa Rica vs. Paraguay
| Jornada 3; 2 de julio | Costa Rica              | 2:1 (2:0) | Paraguay | Q2 Stadium, Austin                                                                 |                                                                                    |
| 20:00 (UTC-5)         | - Calvo 3' - Alcócer 7' | Reporte   | Sosa 55' | Asistencia: 12 765 espectadores Árbitro(s): Yael Falcón Pérez VAR: Leodán González | Asistencia: 12 765 espectadores Árbitro(s): Yael Falcón Pérez VAR: Leodán González |

| 23         | Guardameta     | Patrick Sequeira  |     |
| 3          | Defensa        | Jeyland Mitchell  |     |
| 4          | Defensa        | Juan Pablo Vargas |     |
| 15         | Defensa        | Francisco Calvo   |     |
| 2          | Centrocampista | Gerald Taylor     |     |
| 14         | Centrocampista | Orlando Galo      |     |
| 13         | Centrocampista | Jefferson Brenes  | 78' |
| 8          | Centrocampista | Joseph Mora       | 88' |
| 12         | Centrocampista | Joel Campbell     | 68' |
| 20         | Delantero      | Josimar Alcócer   | 68' |
| 17         | Delantero      | Warren Madrigal   | 78' |
| Entrenador | Entrenador     | Gustavo Alfaro    |     |

| 22         | Guardameta     | Rodrigo Morínigo   |     |
| 25         | Defensa        | Gustavo Velázquez  | 74' |
| 5          | Defensa        | Fabián Balbuena    |     |
| 3          | Defensa        | Omar Alderete      |     |
| 13         | Defensa        | Néstor Giménez     |     |
| 8          | Centrocampista | Damián Bobadilla   | 83' |
| 23         | Centrocampista | Mathías Villasanti | 74' |
| 10         | Centrocampista | Miguel Almirón     | 46' |
| 19         | Centrocampista | Julio Enciso       |     |
| 24         | Centrocampista | Ramón Sosa         |     |
| 9          | Delantero      | Adam Bareiro       | 46' |
| Entrenador | Entrenador     | Daniel Garnero     |     |

| 10 | Centrocampista | Brandon Aguilera  | 68' |
| 21 | Delantero      | Álvaro Zamora     | 68' |
| 7  | Delantero      | Anthony Contreras | 78' |
| 16 | Centrocampista | Alejandro Bran    | 78' |
| 6  | Defensa        | Julio Cascante    | 88' |

| 11 | Delantero      | Ángel Romero             | 46' |
| 26 | Centrocampista | Hernesto Caballero       | 46' |
| 2  | Defensa        | Iván Ramírez             | 74' |
| 17 | Centrocampista | Alejandro Romero Gamarra | 74' |
| 7  | Delantero      | Derlis González          | 83' |

| Anotado | 3' | Francisco Calvo | 1–0 |
| Anotado | 7' | Josimar Alcócer | 2–0 |

| Anotado | 55' | Ramón Sosa | 2–1 |

| Amonestado | 16' | Josimar Alcócer   |
| Amonestado | 82' | Orlando Galo      |
| Amonestado | 85' | Anthony Contreras |

| Amonestado | 28' | Omar Alderete  |
| Amonestado | 34' | Miguel Almirón |
| Amonestado | 48' | Ramón Sosa     |

| Árbitro             | Yael Falcón Pérez     |
| Árbitros asistentes | Facundo Rodríguez     |
| Árbitros asistentes | Maximiliano del Yesso |
| Cuarto árbitro      | Ivo Méndez            |
| Quinto árbitro      | Edwar Saavedra        |
| VAR                 | Leodán González       |
| Adicional VAR       | Carlos López          |
| Asesor de árbitros  | Christian Schiemann   |
| Quality Mánager     | Carlos Pastorino      |

| 23         | Guardameta     | Patrick Sequeira  |     |
| 3          | Defensa        | Jeyland Mitchell  |     |
| 4          | Defensa        | Juan Pablo Vargas |     |
| 15         | Defensa        | Francisco Calvo   |     |
| 2          | Centrocampista | Gerald Taylor     |     |
| 14         | Centrocampista | Orlando Galo      |     |
| 13         | Centrocampista | Jefferson Brenes  | 78' |
| 8          | Centrocampista | Joseph Mora       | 88' |
| 12         | Centrocampista | Joel Campbell     | 68' |
| 20         | Delantero      | Josimar Alcócer   | 68' |
| 17         | Delantero      | Warren Madrigal   | 78' |
| Entrenador | Entrenador     | Gustavo Alfaro    |     |

| 22         | Guardameta     | Rodrigo Morínigo   |     |
| 25         | Defensa        | Gustavo Velázquez  | 74' |
| 5          | Defensa        | Fabián Balbuena    |     |
| 3          | Defensa        | Omar Alderete      |     |
| 13         | Defensa        | Néstor Giménez     |     |
| 8          | Centrocampista | Damián Bobadilla   | 83' |
| 23         | Centrocampista | Mathías Villasanti | 74' |
| 10         | Centrocampista | Miguel Almirón     | 46' |
| 19         | Centrocampista | Julio Enciso       |     |
| 24         | Centrocampista | Ramón Sosa         |     |
| 9          | Delantero      | Adam Bareiro       | 46' |
| Entrenador | Entrenador     | Daniel Garnero     |     |

| 10 | Centrocampista | Brandon Aguilera  | 68' |
| 21 | Delantero      | Álvaro Zamora     | 68' |
| 7  | Delantero      | Anthony Contreras | 78' |
| 16 | Centrocampista | Alejandro Bran    | 78' |
| 6  | Defensa        | Julio Cascante    | 88' |

| 11 | Delantero      | Ángel Romero             | 46' |
| 26 | Centrocampista | Hernesto Caballero       | 46' |
| 2  | Defensa        | Iván Ramírez             | 74' |
| 17 | Centrocampista | Alejandro Romero Gamarra | 74' |
| 7  | Delantero      | Derlis González          | 83' |

| Anotado | 3' | Francisco Calvo | 1–0 |
| Anotado | 7' | Josimar Alcócer | 2–0 |

| Anotado | 55' | Ramón Sosa | 2–1 |

| Amonestado | 16' | Josimar Alcócer   |
| Amonestado | 82' | Orlando Galo      |
| Amonestado | 85' | Anthony Contreras |

| Amonestado | 28' | Omar Alderete  |
| Amonestado | 34' | Miguel Almirón |
| Amonestado | 48' | Ramón Sosa     |

| Árbitro             | Yael Falcón Pérez     |
| Árbitros asistentes | Facundo Rodríguez     |
| Árbitros asistentes | Maximiliano del Yesso |
| Cuarto árbitro      | Ivo Méndez            |
| Quinto árbitro      | Edwar Saavedra        |
| VAR                 | Leodán González       |
| Adicional VAR       | Carlos López          |
| Asesor de árbitros  | Christian Schiemann   |
| Quality Mánager     | Carlos Pastorino      |

| Estadísticas      | Bandera de Costa Rica | Bandera de Paraguay |
| Tiros             | 2                     | 17                  |
| Tiros a puerta    | 2                     | 6                   |
| Faltas            | 11                    | 17                  |
| Saques de esquina | 1                     | 6                   |
| Penaltis          | 0                     | 0                   |
| Fueras de juego   | 5                     | 1                   |
| Posesión de balón | 32%                   | 68%                 |

## Estadísticas

### Participación de jugadores
| N.° | Pos        | Jugador          | PJ | Minutos jugados | Goles recibidos | Atajos | Tarjetas amarillas | Doble tarjeta amarilla y roja | Tarjetas rojas |
| --- | ---------- | ---------------- | -- | --------------- | --------------- | ------ | ------------------ | ----------------------------- | -------------- |
| 1   | Guardameta | Kevin Chamorro   | 0  | 0               | 0               | 0      | 0                  | 0                             | 0              |
| 18  | Guardameta | Aarón Cruz       | 0  | 0               | 0               | 0      | 0                  | 0                             | 0              |
| 23  | Guardameta | Patrick Sequeira | 3  | 270             | 4               | 11     | 0                  | 0                             | 0              |

| N.° | Pos            | Jugador           | PJ | Minutos jugados | Goles | Asistencias | Tarjetas Amarillas | Doble tarjeta amarilla y roja | Tarjetas rojas |
| --- | -------------- | ----------------- | -- | --------------- | ----- | ----------- | ------------------ | ----------------------------- | -------------- |
| 2   | Defensa        | Gerald Taylor     | 2  | 91              | 0     | 0           | 0                  | 0                             | 0              |
| 3   | Defensa        | Jeyland Mitchell  | 3  | 270             | 0     | 0           | 0                  | 0                             | 0              |
| 4   | Defensa        | Juan Pablo Vargas | 3  | 270             | 0     | 0           | 0                  | 0                             | 0              |
| 5   | Defensa        | Fernán Faerron    | 0  | 0               | 0     | 0           | 0                  | 0                             | 0              |
| 6   | Defensa        | Julio Cascante    | 1  | 2               | 0     | 0           | 0                  | 0                             | 0              |
| 7   | Delantero      | Anthony Contreras | 1  | 12              | 0     | 0           | 1                  | 0                             | 0              |
| 8   | Defensa        | Joseph Mora       | 3  | 134             | 0     | 1           | 0                  | 0                             | 0              |
| 9   | Delantero      | Manfred Ugalde    | 2  | 109             | 0     | 0           | 2                  | 0                             | 0              |
| 10  | Centrocampista | Brandon Aguilera  | 3  | 178             | 0     | 0           | 0                  | 0                             | 0              |
| 11  | Delantero      | Ariel Lassiter    | 2  | 135             | 0     | 0           | 0                  | 0                             | 0              |
| 12  | Delantero      | Joel Campbell     | 3  | 133             | 0     | 0           | 0                  | 0                             | 0              |
| 13  | Centrocampista | Jefferson Brenes  | 3  | 166             | 0     | 1           | 0                  | 0                             | 0              |
| 14  | Centrocampista | Orlando Galo      | 3  | 0               | 0     | 0           | 1                  | 0                             | 0              |
| 15  | Defensa        | Francisco Calvo   | 3  | 270             | 1     | 0           | 1                  | 0                             | 0              |
| 16  | Centrocampista | Alejandro Bran    | 2  | 38              | 0     | 0           | 0                  | 0                             | 0              |
| 17  | Delantero      | Warren Madrigal   | 3  | 187             | 0     | 0           | 0                  | 0                             | 0              |
| 19  | Delantero      | Kenneth Vargas    | 0  | 0               | 0     | 0           | 0                  | 0                             | 0              |
| 20  | Delantero      | Josimar Alcócer   | 2  | 92              | 1     | 0           | 1                  | 0                             | 0              |
| 21  | Delantero      | Álvaro Zamora     | 3  | 158             | 0     | 0           | 0                  | 0                             | 0              |
| 22  | Defensa        | Haxzel Quirós     | 2  | 180             | 0     | 0           | 0                  | 0                             | 0              |
| 24  | Delantero      | Andy Rojas        | 1  | 7               | 0     | 0           | 0                  | 0                             | 0              |
| 25  | Defensa        | Yeison Molina     | 0  | 0               | 0     | 0           | 0                  | 0                             | 0              |
| 26  | Defensa        | Douglas Sequeira  | 0  | 0               | 0     | 0           | 0                  | 0                             | 0              |

### Goleadores
| N.°   | Jugador         | Anotado | PJ | Prom. | Jugada | Cabeza | TL | Penal |
| ----- | --------------- | ------- | -- | ----- | ------ | ------ | -- | ----- |
| 1     | Josimar Alcócer | 1       | 2  | 0.5   | 1      | 0      | 0  | 0     |
| 2     | Francisco Calvo | 1       | 3  | 0.33  | 0      | 1      | 0  | 0     |
| Total | Total           | 2       | 3  | 0.67  | 1      | 1      | 0  | 0     |

### Asistencias
| N.°   | Jugador          | Asistencia | Jugada | Cabeza | TL | SdE |
| ----- | ---------------- | ---------- | ------ | ------ | -- | --- |
| 1     | Joseph Mora      | 1          | 1      | 0      | 0  | 0   |
| 1     | Jefferson Brenes | 1          | 1      | 0      | 0  | 0   |
| Total | Total            | 2          | 2      | 0      | 0  | 0   |

### Sanciones disciplinarias
| N.°   | Jugador           | Amonestado | Otorgado · Expulsado | Expulsado | Sanción                               |
| ----- | ----------------- | ---------- | -------------------- | --------- | ------------------------------------- |
| 1     | Manfred Ugalde    | 2          | 0                    | 0         | Un partido (Fase de grupos - Fecha 3) |
| 2     | Francisco Calvo   | 1          | 0                    | 0         |                                       |
| 2     | Josimar Alcócer   | 1          | 0                    | 0         |                                       |
| 2     | Orlando Galo      | 1          | 0                    | 0         |                                       |
| 2     | Anthony Contreras | 1          | 0                    | 0         |                                       |
| Total | Total             | 6          | 0                    | 0         |                                       |